# Aulosepalum oestlundii
Aulosepalum oestlundii är en orkidéart som först beskrevs av Burns-bal., och fick sitt nu gällande namn av Paul Miles Catling. Aulosepalum oestlundii ingår i släktet Aulosepalum och familjen orkidéer. Inga underarter finns listade i Catalogue of Life.